# 暁の脱走

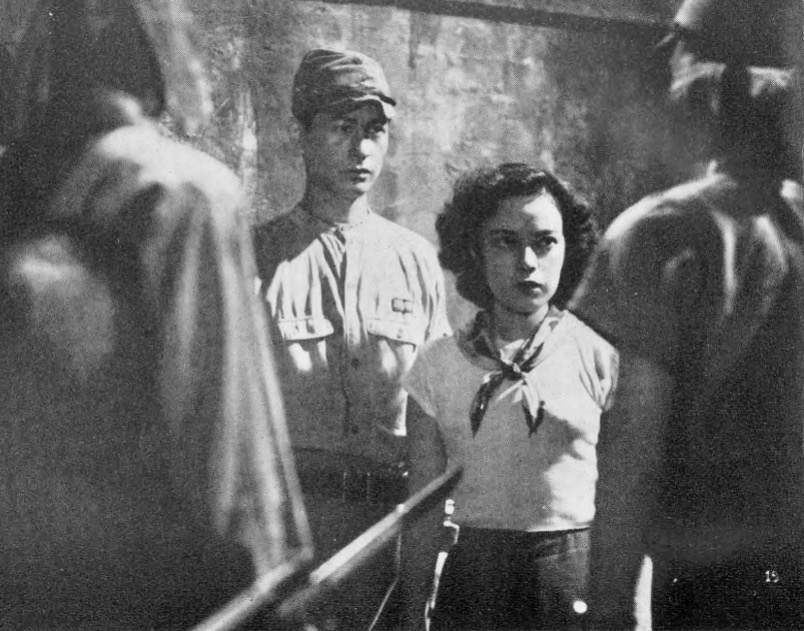
『暁の脱走』

『暁の脱走』（あかつきのだっそう）は、1950年に新東宝で製作された日本の映画作品。116分、モノクローム。原作は田村泰次郎の『春婦伝』。
山口淑子が演じるヒロインの役柄を慰安婦と紹介している書籍があるが、映画では慰問団員として前線におもむいた歌手という設定である。当初の脚本では、原作通り朝鮮人の従軍慰安婦だったが、GHQの検閲により日本人の慰問の歌手に変更されたという。
1965年に原作と同じ『春婦伝』のタイトルで日活で再映画化された（監督：鈴木清順、主演：川地民夫、野川由美子）。同作のヒロインの役柄は日本人の慰安婦となっている。

## キャスト
- 三上上等兵：池部良
- 成田中尉（副官）：小沢栄
- 春美（慰問団の歌手）：山口淑子（李香蘭）
- 小田軍曹：伊豆肇
- 野呂軍曹：田中春男
- 山本上等兵：柳谷寛
- 木村軍曹：田中実
- 中隊長：清川荘司
- 薫：若山セツ子
- 恵子：立花満枝
- 伸枝：安雙三枝
- 百合：利根はる恵
- 桑島軍曹：山室耕
- 小島伍長：島田友三郎
- 立花（慰問団の団長）：深見泰三

## スタッフ
- 監督：谷口千吉
- 製作：田中友幸
- 原作：田村泰次郎『春婦伝』（東方社／春陽堂書店）
- 脚本：谷口千吉、黒澤明
- 撮影：三村明
- 音楽：早坂文雄
- 美術：松山崇
- 照明：大沼正喜